# Периволаки
Периволаки (грч. Περιβολάκι) је насељено место у општини Гребен у периферији Западна Македонија, Грчка. Према попису из 2021. године било је 16 становника.
Према бугарском географу и историчару, Василу Канчову, у Периволакију је 1900. године живело 74 Грка. Село се раније звало Липиница.